# کروسیلاندیا
کروسیلاندیا (به پرتغالی: Crucilândia) یک منطقهٔ مسکونی در برزیل است که در میناز ژرایس واقع شده‌است. کروسیلاندیا ۵٬۰۵۴ نفر جمعیت دارد.